# Csépai Károly
Csépai Károly (Szolnok, 1888. február 7. – Budapest, Erzsébetváros, 1972. november 29.) belgyógyász, egyetemi tanár, az orvostudományok kandidátusa (1952). 

## Pályafutása
Csépai Lajos (1853–1936) orvos és Erber Leona (1864–1917) gyermekeként született zsidó családban. Apja Csépáról származott, családnevét 1879-ben változtatta Glückstahlról Csépaira.
Középiskolai tanulmányait a Szolnoki Magyar Királyi Állami Főgimnáziumban végezte. 1911-ben szerezte meg oklevelét a Budapesti Tudományegyetemen, ezután 1930-ig az intézmény belgyógyászati klinikáján dolgozott, ahol előbb gyakornok, majd tanársegéd, végül pedig adjunktus volt. 1930-ban kapta meg magántanári képesítését a jód és röntgen kombinatív kezelésnek alkalmazása pajzsmirigy-megbetegedésekben című tárgykörből. Ugyanettől az évtől az Országos Társadalombiztosító Intézetnél (OTI) mint orvosigazgató dolgozott. 1934-ben létrehozott egy ólomvizsgáló állomást az OTI keretében, valamint új osztályt indított az akkoriban épülő Magdolna Kórházban (mai Országos Traumatológiai Intézet) a foglalkozási betegségek és a mérgezések kezelésére. 1940-ben az ólomvizsgáló állomást továbbfejlesztette foglalkozási betegségek állomásává. 1946-ban elnyerte a címzetes egyetemi rendkívüli tanári titulust. 1945 és 1948 között az OTI-nál volt orvosfőigazgató, majd 1948-tól egészen 1962-ben történt nyugdíjba vonulásáig vezette az Uzsoki Utcai Kórház munkaképesség-csökkenést, valamint munkaalkalmasságot megállapító osztályát. Mint nyugdíjas, szaktanácsadója volt a Korányi Frigyes és Sándor (Alsóerdősori) Kórháznak. Halálát tüdőgyulladás okozta.
Felesége Csépai Margit Ilona Matild (1894–1972) volt, akivel 1930. október 27-én Budapesten kötött házasságot.